# Everard Butler
Everard Burnside Butler (Toronto, 28 dicembre 1885 – Bournemouth, 23 novembre 1958) è stato un canottiere canadese.

## Palmarès

### Olimpiadi
- 1 medaglia:
  - 1 bronzo (Stoccolma 1912 nel singolo 1x)